# Svazeček

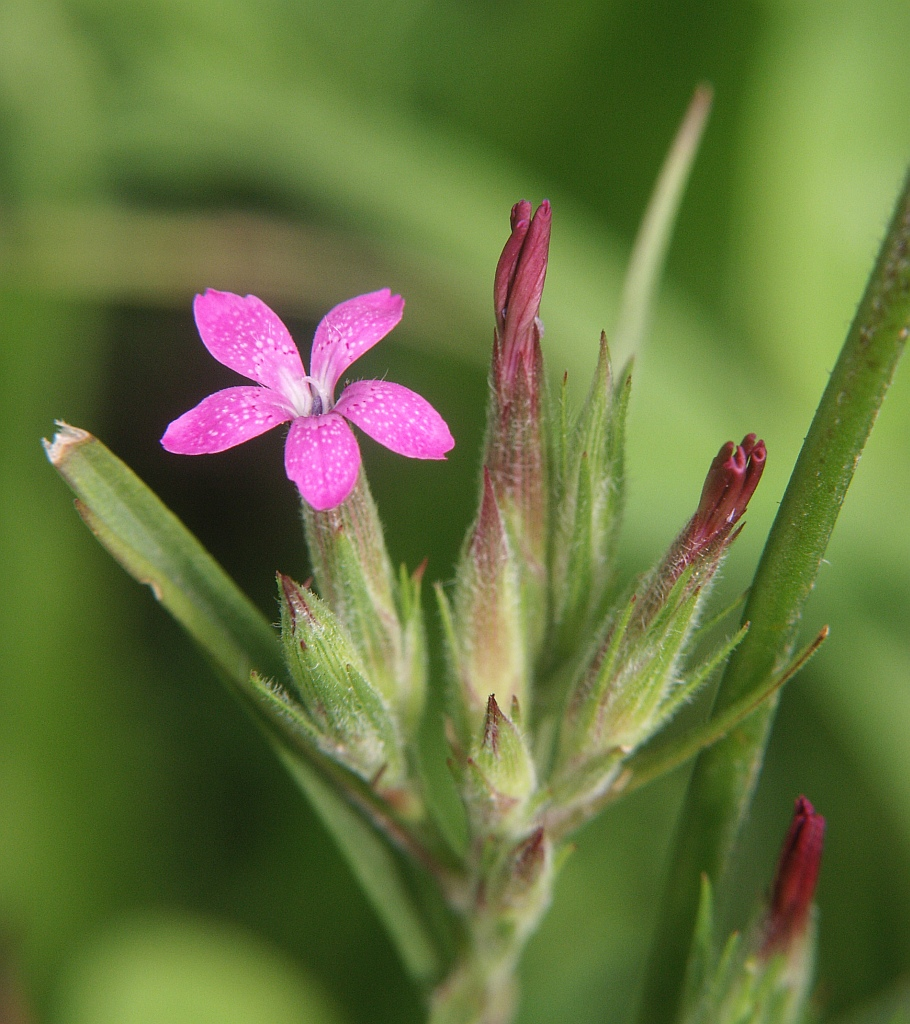
Svazeček (Hvozdík svazčitý)

Svazeček (lat. fasciculus) je jednoduché květenství patřící do skupiny vrcholičnatých. Vrcholičnatá květenství se vyznačují tím, že vřeteno (pokračování stonku v květenství) vyrůstá tak zkráceno, že ho boční větve přerůstají.
Svazeček je druh dvojramenného vrcholíku, jehož větévky se stopkami vzpřímených květů jsou k sobě nahuštěny a silně zkráceny.